# Гражданское управление Волынской земли и Подольского фронта

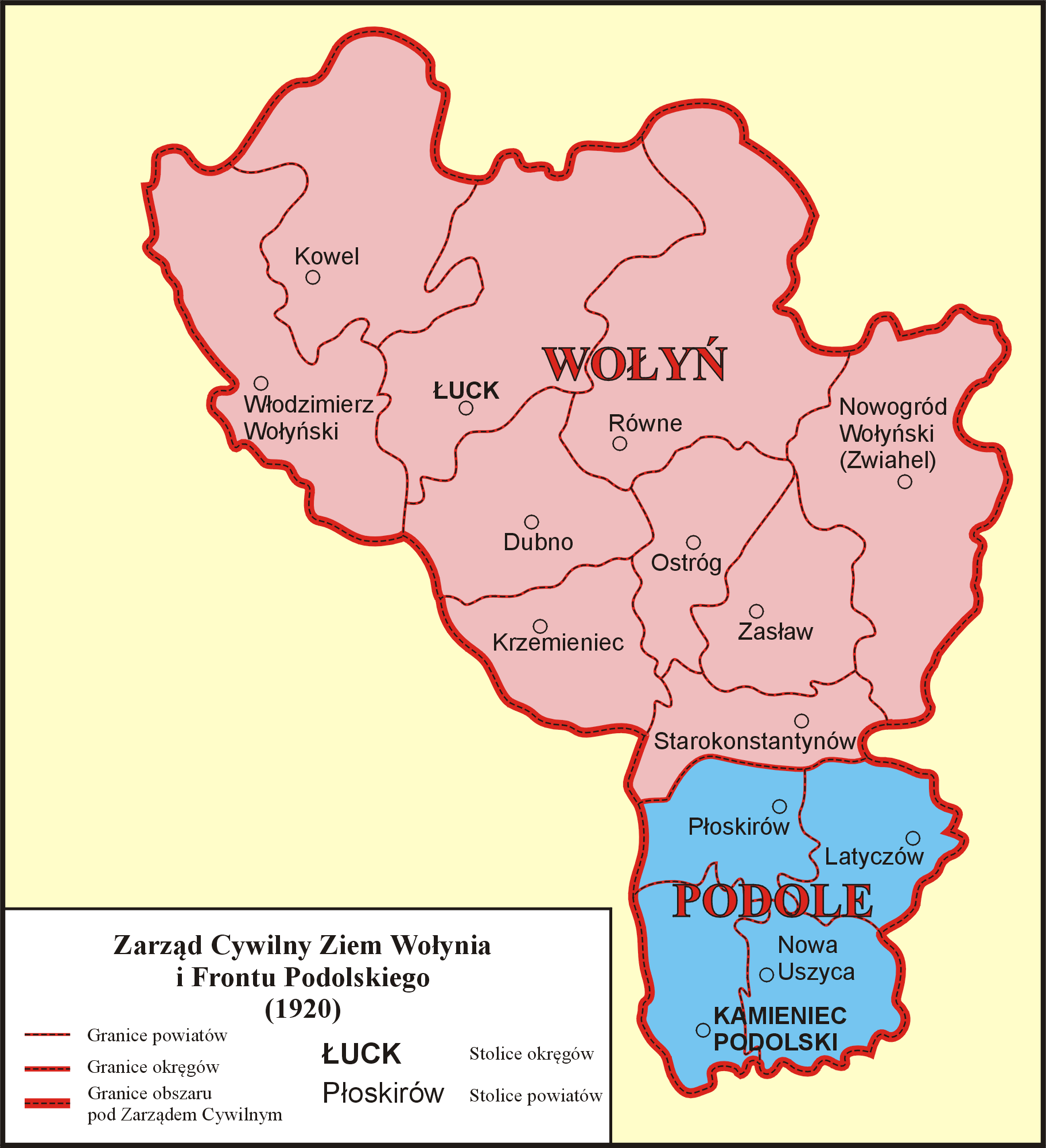
Территория гражданской администрации земель Волыни и Подольского фронта

Гражданское управление земель Волыни и Подольского фронта (ZCZWiFP) (пол. Zarząd Cywilny Ziem Wołynia i Frontu Podolskiego) — польское административное образование, возникшее на основе Волынского административного округа по приказу главного командования польских войск от 17 января 1920 года и распоряжением Юзефа Пилсудкого. Территориально делилось на два округа Волынский и Подольский, а также делегатуры при командовании фронтов.
Другое название — Комиссариат земель Волыни и Подольского фронта (пол. Komisariat Ziem Wołynia i Frontu Podolskiego).

## История
Формирование польского государственного аппарата власти на Волыни началось весной 1919 года. Международно-правовой статус западноукраинских земель к тому времени еще не был до конца определен. Открытым оставался вопрос границ вновь Польского государства. Польская правящая элита во главе с Начальником государства Юзефом Пилсудским не скрывала того, что Польша будет стремиться к реализации идеи объединения польских земель, в том числе через поглощение Восточных кресов. В середине мая польская армия начала наступление на Волынь. Войска Директории оказывали упорное сопротивление, однако уже 29 мая 1919 года в Луцк вступили передовые части 13-й Польской дивизии. В течение весны-лета 1919 года польские войска завоевали Владимир-Волынский, Ковельский и часть Луцкого уезда бывшей Волынской губернии Одним из первых институтов, олицетворяющих польские власти на занятых территориях, стало Гражданское управление восточных земель.
Стремительное наступление Красной Армии в начале июня 1920 года привело к тому, что большевики в начале июля вступили на территорию Волыни. Это привело к эвакуации всех польских административных структур из края.
С сентября 1920 года в результате успешного контрнаступления польских войск в ходе польско-большевистской войны Красная Армия отступила на линию Коростень-Житомир-Бердичев. Поляки вернули контроль над большей частью территории Волыни.
Приказом Верховного главнокомандования от 17 января 1920 года из Гражданского управления восточных земель выделилось Гражданское управление земель Волыни и Подольского фронта в составе Волынского (9 поветов) и Подольского (4 поветов) округа.
Весной 1920 года количество поветов в Волынском округе увеличилось. В него на короткое время вошел Староконстантиновский повет, а 15 марта 1920 года из пяти бывших волостей Ровенского повета (Высоцк, Дубровица, Любиковичи, Немовичи и Виры и трёх волостей Овруцкого повета (Кисоричи, Олевск и Юрово) был создан Сарненский повет.
15 мая 1920 года Староконстантиновский уезд перешел из Волынского округа в Подольский округ.
1 июня 1920 года Владимир-Волынский, Ковельский, Луцкий, Дубенский и Ровенский (в пределах с 1 августа 1914 г.) вместе с уже включенной в Ровенский повет частью Острожского повета и северо-западной частью Кременецкого уезда выделен из состава Гражданского управления земель Волыни и Подольского фронта и передано под управление непосредственно правительству Второй Польской Республики.
Одновременно с развитием структур государственной администрации на Волыни формируется система правоохранительных органов. Важные юридические документы, регулировавшие деятельность полицейских подразделений в 1919—1920 годах, помещены в сборник нормативно-правовых актов «Dziennik Urzedowy Zarządu Cywilnego Ziem Wołynia i Frontu Podolskiego» (Официальный вестник Гражданского управления земель Волыни и Подольского фронта).